# Eugen Boulanger
Eugen Boulanger (* 1876 in Bonndorf im Schwarzwald; † 1947) war von 1924 bis 1933 Bürgermeister von Mosbach. Er wurde von den Nationalsozialisten aus dem Amt vertrieben und erhielt im November 1945 die Ehrenbürgerwürde von Mosbach.

## Leben
Er war der Sohn des Landgerichtsrats Karl August Boulanger (1843–1890) und kam in früher Jugend aufgrund eines Stellungswechsels des Vaters nach Mosbach. Nach dem Tod des Vaters 1890 zog die Mutter mit den Kindern nach Karlsruhe. Dort studierte Boulanger an der Technischen Hochschule und wurde 1894 Mitglied der Karlsruher Burschenschaft Tulla, damals als "A.I.V. Tulla" bekannt. Danach war er als Eisenbahnbauingenieur in der deutschen Kolonie [Deutsch-Ostafrika, heutiges Tansania] und im Ersten Weltkrieg als Brückenbauingenieur tätig. Nach dem Ersten Weltkrieg wurde er Stadtbaumeister in Singen. 
1924 setzte er sich bei der Bürgermeisterwahl in Mosbach gegen sieben andere Kandidaten als Nachfolger des aus gesundheitlichen Gründen nicht mehr angetretenen Jakob Renz durch. Boulanger war für neun Jahre als Bürgermeister gewählt und seine Amtszeit endete am 24. März 1933. 
Die Ausschreibung von Neuwahlen wurde jedoch durch die Nationalsozialisten mehrfach verzögert, die nach der so genannten Machtergreifung vom Januar 1933 bereits die Gleichschaltung der kommunalen Verwaltungen vorantrieben. Nach Absetzung der Badischen Regierung im März 1933 gab Reichskommissar Robert Wagner bekannt, dass die weitere Amtsführung der seitherigen Bürgermeister in Baden unerwünscht sei. Gleichzeitig wurde der örtliche NSDAP-Führer Wilhelm Staab der Gemeindeverwaltung als Staatskommissar beigeordnet, der alsbald den Ratsschreiber Wilhelm Schwarz beurlaubte und auch Boulanger kaltstellte. Boulanger versuchte zwar noch, einen Antrag auf Wiederwahl zu stellen, wurde jedoch regelrecht aus dem Amt vertrieben. Als es schließlich am 10. Juli 1933 im gleichgeschalteten Bürgerausschuss zur Wahl eines neuen Bürgermeisters kam, stimmte der Bürgerausschuss einstimmig für den NSDAP-Favoriten Theophil Lang, einen Parteigenossen aus Adelsheim, der zwei Wochen nach seiner Wahl Robert Wagner zum Ehrenbürger Mosbachs ernannte. 
Nach dem Zweiten Weltkrieg setzte die amerikanische Besatzungsmacht Wilhelm Schwarz als kommissarischen Bürgermeister ein. Dieser wollte auch den inzwischen 69-jährigen Boulanger wieder in die Verwaltung holen, was dieser jedoch aus gesundheitlichen Gründen ablehnte. Schwarz entzog in der ersten von ihm geleiteten Gemeinderatssitzung Wagner das Ehrenbürgerrecht, in der zweiten Sitzung vom 9. November 1945 verlieh er es Boulanger.